# デイヴィッド・ウィルソン (ティルヨンのウィルソン男爵)
ティルヨンのウィルソン男爵デイヴィッド・クライヴ・ウィルソン（英語: David Clive Wilson, Baron Wilson of Tillyorn, 
KT, GCMG, FRSE、中国語: 衛奕信、1935年2月14日 – ）は、イギリスの元植民地総督、外交官、中国学者。1987年から1992年まで、最後から2代目の駐香港イギリス軍最高指揮官かつ第27代香港総督。2010年と2011年にはスコットランド教会総会高等弁務官を務めた。
イギリス議会ではクロスベンチャーである。

## 来歴
1935年、スコットランドのアロアで生まれる。トリニティ・カレッジ、グリナルモンド校、オックスフォード大学キーブル・カレッジ（1955年から58年まで。修士）、ロンドン大学東洋アフリカ研究学院（1973年 現代中国史博士）で教育を受ける。1960年から62年にかけては香港大学で中国語を学び、その後北京の英国国教会の宣教会で働いた。北京官話に堪能であり、基本的な広東語も修得している。中国での30年間のうち10年を外交官として過ごした。
東洋アフリカ研究学院で「チャイナ・クォータリー」の編集に携わるため、1968年に外務・英連邦省を退官。1974年に再び外交の現場に復帰した後は内閣府に勤務し、1977年から81年には、当時香港総督であったクロフォード・マレー・マクレホースの政治顧問を務めた。その後、外務・英連邦省の南部ヨーロッパ部局長、続くアジア太平洋担当副次官時代には、1984年の英中共同声明策定部会に英国側の部会長として携わり、声明により発足した中英連合連絡会の初代英国側上級代表に就任した。1986年12月5日にエドワード・ユードが北京で死亡すると、彼に代わって1987年に香港総督となった。

## 香港総督時代
総督としてのウィルソンには、1989年に北京で発生した天安門事件以来の香港の没落への対処が課せられた。加えて、かねてから悪化の一途を辿っていた香港へのベトナムからの難民の問題にも直面した。この問題は、難民とされる条件に当てはまらないことが判明した個人を強制送還するという1988年の政策制定につながった。1989年10月、ウィルソンは年次政策演説で、ローズガーデン・プロジェクト（玫瑰園計画）として知られるランタオ島上の空港建設計画を発表した。啓徳空港は香港で航空機が使用され始めた初期から引き続いて運用されており、現代の航空需要に必要な条件を満たしていないという懸念から生まれたものだった。
ウィルソンは、1990年に16歳の少年に科された籘製の鞭による鞭打ち12回の刑など、香港司法における身体刑の使用を容認していた。こうした刑は受刑者の身体上に消えない傷を残すものであった。
1991年12月、イギリス政府はウィルソンを総督から退任させると発表した。民主化支持陣営から広く批判を受けていたためであった。陣営はそれまでの3か月間、香港で初めての立法局直接選挙を優位に戦っていた。ウィルソンは総督任期の5年間を全うしたのち、1992年6月に香港を後にした。退任直前には政策改定に着手しており、それは香港特別行政区立法会の議員のうち18名が、香港の住民により直接選挙で選出されることに道筋をつけるものであった。 

### 中国名
香港大学で標準中国語を学んでいた際、ウィルソンは中国名のウェイ・デウェイ（Wei Dewei）もしくは（魏德巍、Ngai Tak-Ngai）の名を受けている。「ウェイ」はウィルソンの略、「デウェイ」はデイヴィッドを中国語に転写したものである。しかし、香港に総督として到着した際、これらの以前に使用していた名前は、広東語の発音では実名とほとんど違ったものになってしまうことが明らかになった。
『ニューヨーク・タイムズ』のニコラス・クリストフは、ウィルソンの以前の名前は、「非常に危険な偽善（偽得危）」に非常に似た響きに聞こえるものだったと述べている。また、姓の「魏」と3文字目の「巍」は、それぞれ部首に分けると「1008人の女幽霊（千八女鬼）」と読めるとも記している。香港電台のチャン・チュンコンによると、地元の一部の人々は、この名前から「2人の幽霊が戸を叩く（雙鬼拍門）」の意を連想したという。これらは不吉で、総督の名前としてはふさわしくないものだった。
香港総督に就任すると、ウィルソンは中国名を（衛奕信、Wai Yik-Shun）に変更した。この広東語での発音は、英語の実名により近いものだった。新たな名前はより好ましい意味を持ち、幸運の数字とされる33画からなっている。

### 総督退任後
総督としての任期を終え、キンカーダインおよびディーサイド地区のフィネン、更に1992年には香港の粉嶺のティルヨン男爵位を得た後、1993年から2002年まで、ウィルソンはパースを本拠地とするエネルギー企業、スコティッシュ・ハイドロエレクトリック（後にスコティッシュ・アンド・サザンエナジーと改称）の会長を務めた。また、1993年から2002年にブリティッシュ・カウンシル役員（かつスコットランド事務局長）、同じく1993年から2002年にマーティン・キュリー・パシフィック財団代表、2002年から2006年にスコットランド国立博物館理事長も務めている。1996年には王立スコットランド地理協会副会長にも任命された。1997年から2013年にはアバディーン大学総長を務め、退任後にはカミラ王妃が後任に就いている。英国ブータン組合会長（1993年 - 2008年）、香港組合会長（1994年 - ）、香港協会会長（1994年 - ）でもあった。2000年にはシッスル勲章を叙勲された。2002年から2008年にはケンブリッジ大学ピーターハウスのマスターを務めた。2008年10月から2011年10月までエジンバラ王立協会会長であり、退任後はこれをジョン・アーバスノットが継いでいる。2010年1月、2010年度のスコットランド教会総会高等弁務官に任命された。

## 名を冠した地名
香港を南北に横切る10のハイキングコースと、それらを含む長さ78kmの道が「ウィルソン・トレイル」と名づけられた。1992年12月には、香港の遺産の保護を目的とした信託機関、ロード・ウィルソン・ヘリテージ・トラスト（衛奕信勳爵文物信託）も設立されている。

## 私生活

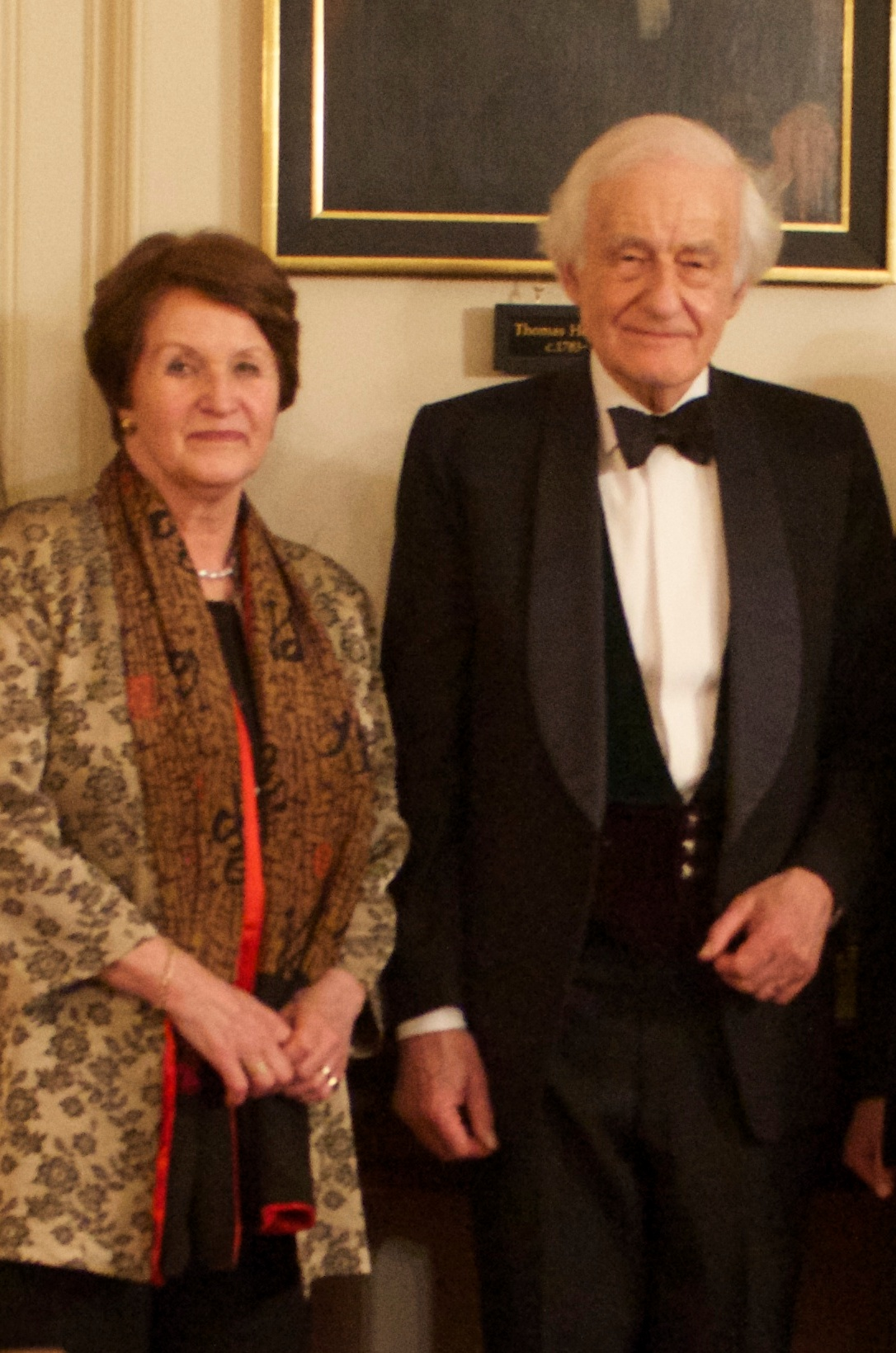
ウィルソンとナターシャ夫人、2013年3月 ケンブリッジ大学にて

1967年にバーナード・グスタフ・アレクサンダーの娘、ナターシャ・ヘレン・メアリー・アレクサンダーと結婚。間に2人の息子、ピーターとアンドリューがいる。

## 批判
ウィルソンは香港の民主派から、立法局の議員全員が普通選挙により選出されるよう早急に対応しなかったこと、選挙により選出される議席数を増やす取り組みを協議する間中国政府の出方ばかりを注視していたことについて批判を受けた。

## 受賞
- シッスル勲章 (KT)、2000年[9]
- 聖マイケル・聖ジョージ勲章 (GCMG)、1991年、ニューイヤーオナーにて[10]
- キーブル・カレッジ (オックスフォード大学)名誉フェロー、1987年[1]
- 名誉学位：シドニー大学 (1991年)、アバティー大学（英語版） (1993年)、 香港中文大学 (1996年)、アバディーン大学 (2004年) 、香港大学 (2006年)

## 称号
- Mr David Clive Wilson (1937-1972年)
- Dr David Clive Wilson (1972-1987年)
- His Excellency The Rt Hon. Sir David Clive Wilson, K.C.M.G. (1991年G.C.M.G.に昇格) (1987-1992年)
- The Rt Hon. The Lord Wilson of Tillyorn, G.C.M.G. (1992-2000年)
- The Rt Hon. The Lord Wilson of Tillyorn, K.T., en:G.C.M.G. (2000年- )